# Südlicher Teronggletscher
Der Südliche Teronggletscher befindet sich im östlichen Karakorum im von Indien kontrollierten Teil von Kaschmir.
Der 26 km lange Gletscher befindet sich im Rimo Muztagh. Der Südliche Teronggletscher strömt von der Westflanke des 7516 m hohen Mamostong Kangri in nordwestlicher Richtung durch das Gebirgsmassiv des Rimo Muztagh. Der Südliche Teronggletscher endet etwa 500 m vor dem Nördlichen Teronggletscher. Das Schmelzwasser unterströmt den unteren Teil des Nördlichen Teronggletschers.